# Calle San Francisco (Bilbao)
La  Calle San Francisco (en euskera San Frantzisko kalea) es una calle ubicada en el barrio de su mismo nombre, en el municipio de Bilbao, territorio histórico de Vizcaya.

## Ubicación
La calle San Francisco empieza en la Plaza Tres Pilares y termina en la plaza de Zabalburu. Pertenece al distrito de Ibaiondo, el distrito número 5 de Bilbao.En su recorrido cruza las vías de la estación de Abando por medio del puente de Cantalojas.

## Origen

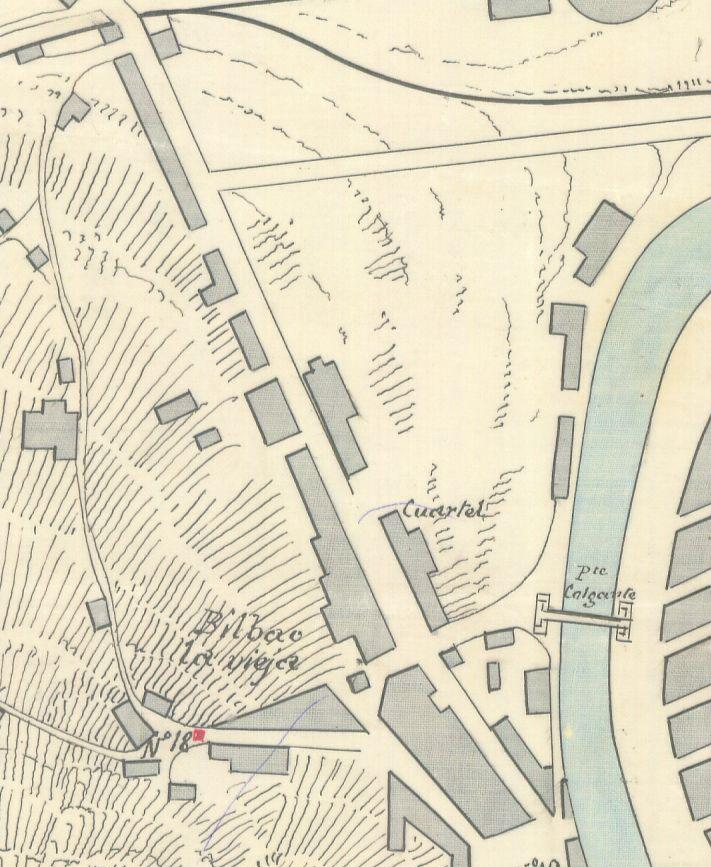
La calle San Francisco en un croquis militar de 1873

La calle San Francisco tiene su origen en la decisión de las Juntas Generales de Vizcaya, el 17 de julio de 1818, de construir un nuevo Camino Real que uniese las localidades de Bilbao y Balmaseda. Hasta entonces, y tal y como se puede comprobar en el plano de Bilbao del Atlas de Francisco Coello de 1857, no había en la zona ninguna edificación aparte del convento de San Francisco. La delineación de dicho camino, por la línea más breve, se le encomendó en 1819 al arquitecto vecino de San Sebastián Silbestre Pérez. Desde los años 30 del siglo XIX la dirección de las obras estuvo a cargo del arquitecto bermeano Antonio de Goycoechea (arquitecto también del puente colgante de San Francisco), y los trozos tercero y cuarto del camino se corresponden con el tramo que va desde la actual plaza de los Tres Pilares hasta la plaza de Zabálburu. Las obras estuvieron terminadas para el año 1848 y la posterior urbanización de la zona se alineó con dicha vía.

## Historia
Situada en lo que hasta la anexión por Bilbao fueron terrenos de la Anteiglesia de Abando, la calle debe su nombre al convento de San Francisco, que estuvo situado en estos parajes.

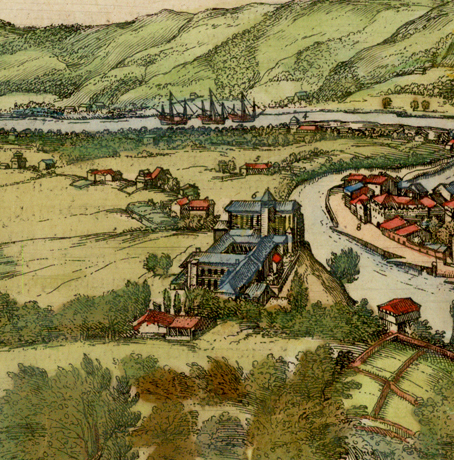
Dibujo de 1575 del convento de San Francisco

### Convento de San Francisco
El convento Imperial de San Francisco estuvo ubicado en la orilla izquierda del Ibaizabal. Se empezó a construir a finales del siglo XV en terrenos propiedad de Juan de Arbolancha y de su esposa Elvira Fernández de Basabe, y gracias a la bula expedida desde Roma por el papa Sixto IV el 14 de julio de 1475. En 1539 recibió título imperial al conceder el emperador Carlos V una cédula para el uso de sus armas. La obra quedó acabada en 1501 y todas las crónicas coinciden al afirmar que fue una de las más suntuosas de su tiempo, con más capacidad que la de iglesia de Santa María de Bermeo, que pasaba entonces por ser la mayor de todas. Al poco de su inauguración, los frailes solicitaron de la Real Chancillería de Valladolid permiso para tender un puente que comunicase con Bilbao, infraestructura que consideraron vital a lo largo de toda su historia. El convento fue el emplazamiento del primer cementerio al aire libre de Bilbao, levantado entre los años 1820 y 1823, y su decadencia llegó con el siglo XIX. Durante la ocupación de Bilbao en la conocida como guerra de la Independencia por parte de las tropas napoleónicas, los frailes fueron desalojados y el convento fue convertido en cuartel. En agosto de 1808 el general Merlín comunicó al ayuntamiento que el convento estaba ardiendo y en diciembre del mismo año el consistorio se hizo con la propiedad de todos los terrenos para establecer un cementerio y un hospital general. En 1856 se decretó el derribo de la torre por amenaza de caída y el recinto fue abandonado. En 1865, y en el mismo solar, se levantó el Cuartel del Príncipe Alfonso.

#### Cuartel del Príncipe Alfonso

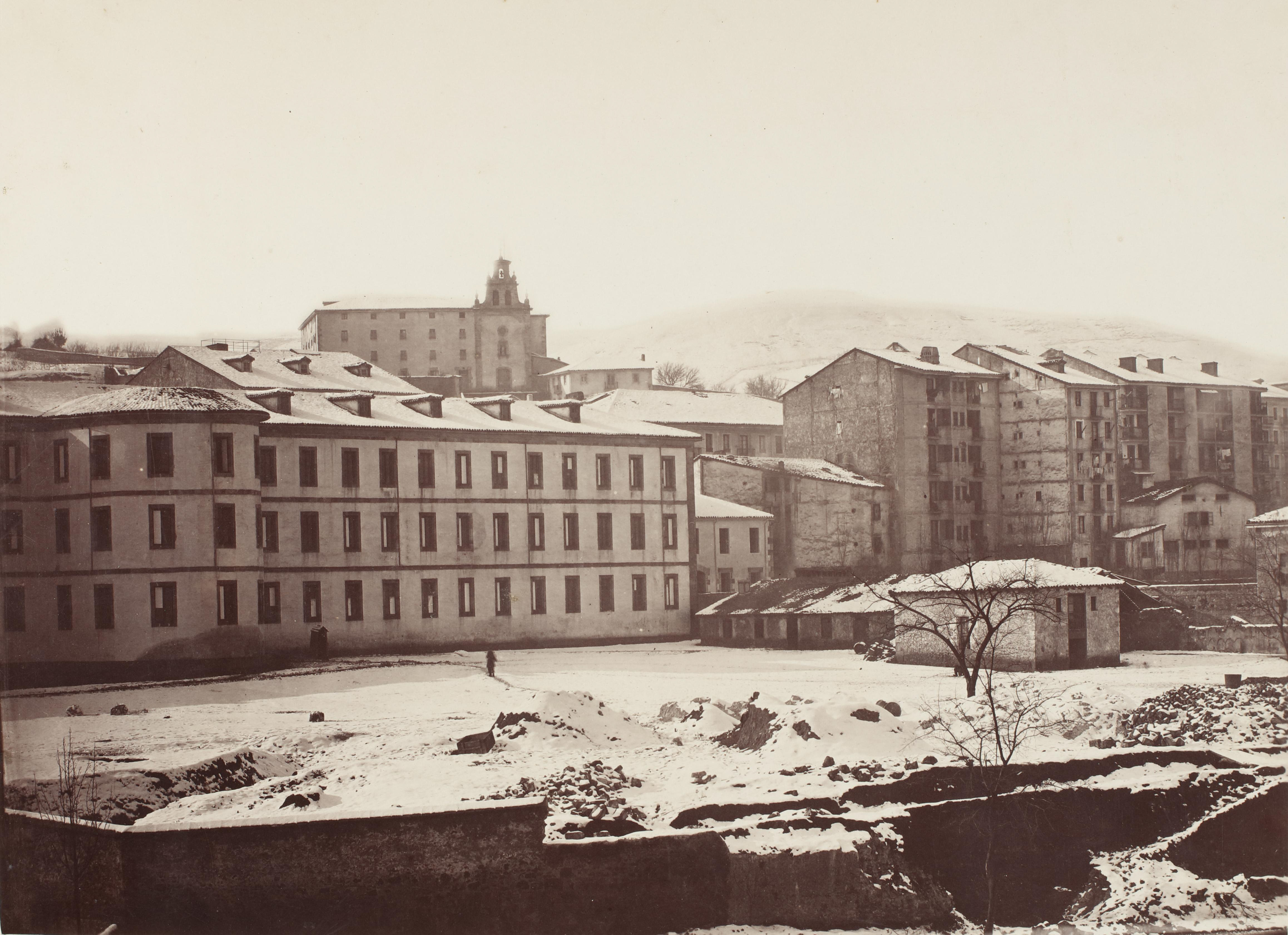
Cuartel del Príncipe Alfonso en 1874

Tras el derribo de las ruinas del convento y entre los años 1859 y 1861 se llevó a cabo la construcción del cuartel Príncipe Don Alfonso, ampliado en 1873 con la construcción de un edificio anexo para la Guardia Municipal y su cuartel de caballería. En 1930 se decide la demolición del cuartel y la construcción en el solar de la Plaza Corazón de María y el Grupo escolar Tomás Meabe,que tomaría el relevo a las antiguas escuelas de San Francisco, también conocidas como escuelas de Marzana.

### Yacimiento arqueológico

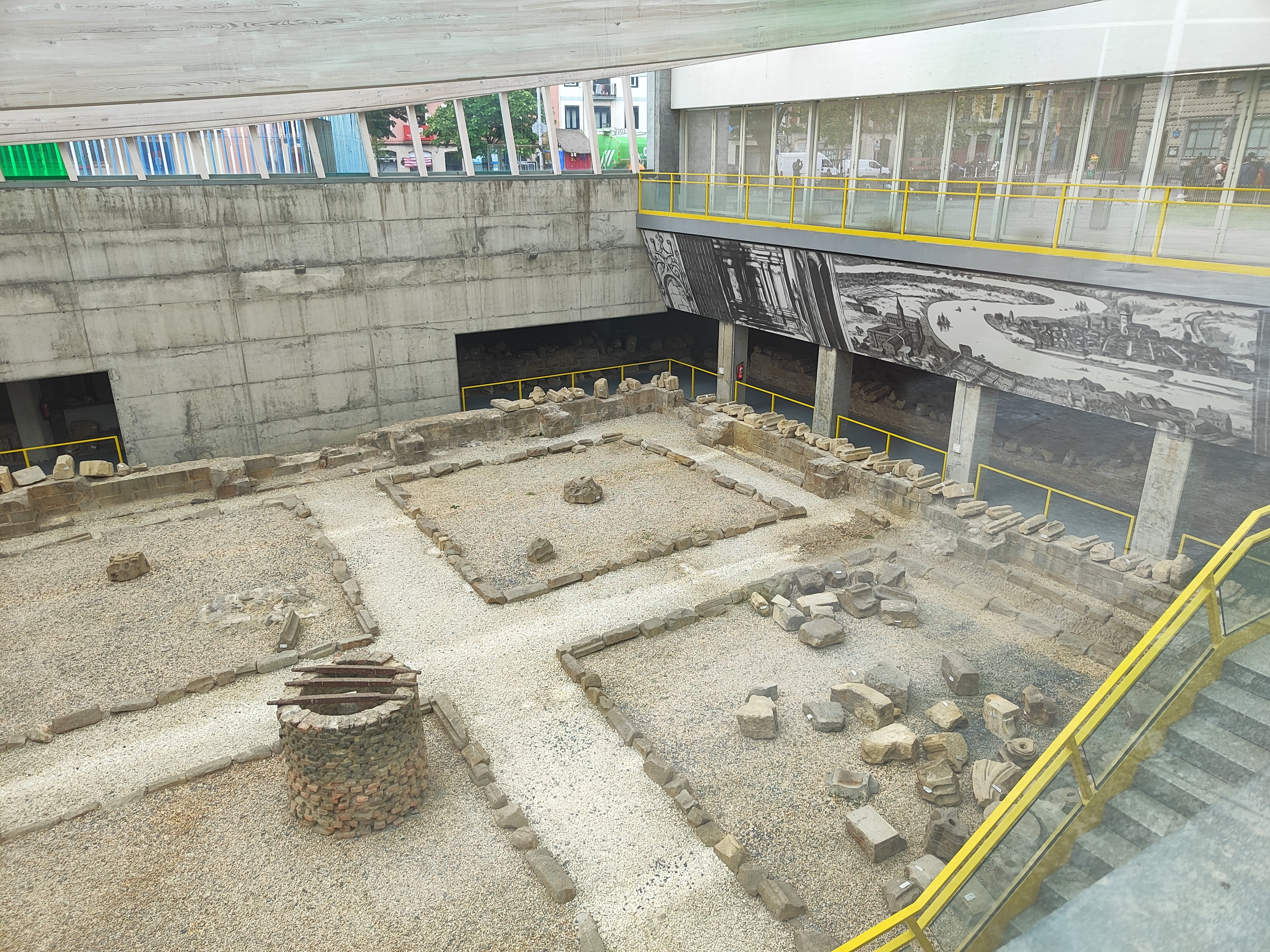
Vista del claustro en el yacimiento

En el número 12 de la calle San Francisco está situada el yacimiento del Corazón de María, gestionado por el Museo de Reproducciones de Bilbao, espacio donde se conservan y exponen los restos arqueológicos del antiguo convento de San Francisco y el cuartel Príncipe Don Alfonso. Tras la renovación de la plaza del Corazón de María en 2011 era posible ver el claustro desde un mirador, pero en 2015 se decidió la instalación de una cubierta de madera y cristal y una entrada para visitantes.

### Salón Vizcaya
En la calle San Francisco, en los actuales números 40 y 42, estuvo el Salón Vizcaya, que fue uno de los cines históricos de Bilbao, inaugurado como teatro en marzo de 1910, y que compatibilizaba proyecciones cinematográficas con teatro y espectáculos. Se cerró en 1977, y tras unos intentos de reapertura, fue definitivamente clausurado en 1981 y demolido diez años más tarde.

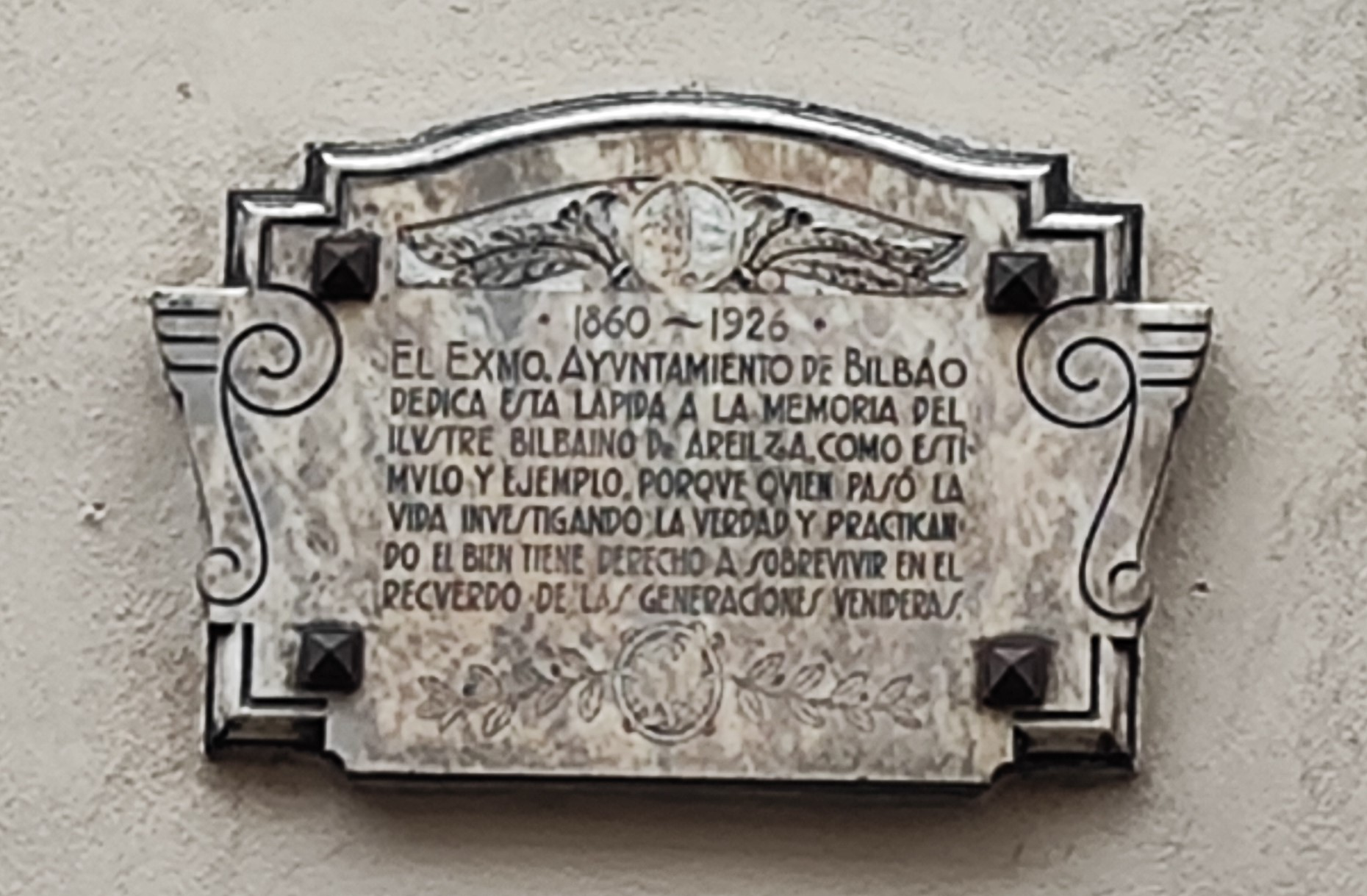
Placa en la casa natal del Dr. Areilza

## El Doctor Areilza
En el portal número 15 de la calle nació, en el año 1860, el conocido médico y cirujano Enrique Areilza Arregi, conocido popularmente como Doctor Areilza. Su vocación médica, tal vez influido por la cercanía de las minas en su niñez, le llevó a dirigir durante muchos años el hospital minero de Triano, antes de ser director del hospital de Basurto. Su preocupación por la extensión de la tuberculosis entre la infancia, especialmente en la zona minera, le llevó a presentar un proyecto de preventorio infantil en Gorliz, consiguiendo que fuese aprobado. Falleció en junio de 1926.

## Equipamientos

#### Haurreskola

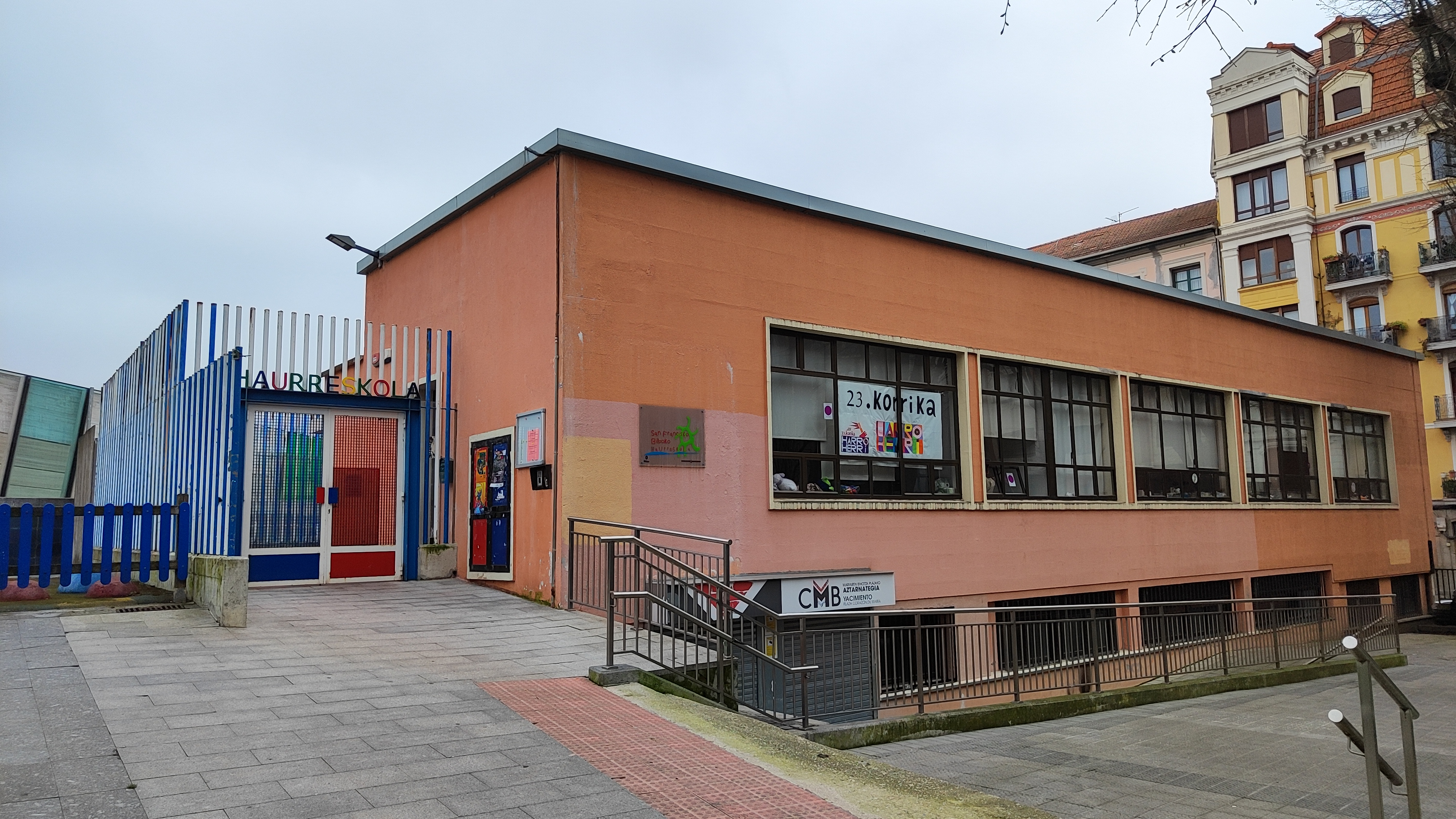
Haurreskola. Escuela infantil

La haurreskola (escuela infantil o guardería) de San Francisco se encuentra en el número 12,en el lugar donde anteriormente estuvieron las escuelas de San Francisco, hasta el traslado de estas en 2005, por la construcción del nuevo Colegio Público Miribilla.Tras la finalización de las obras de acondicionamiento, abrieron sus puertas en 2010 con 42 plazas para niños y niñas de 0 a 2 años.

#### Museo de Reproducciones Artísticas

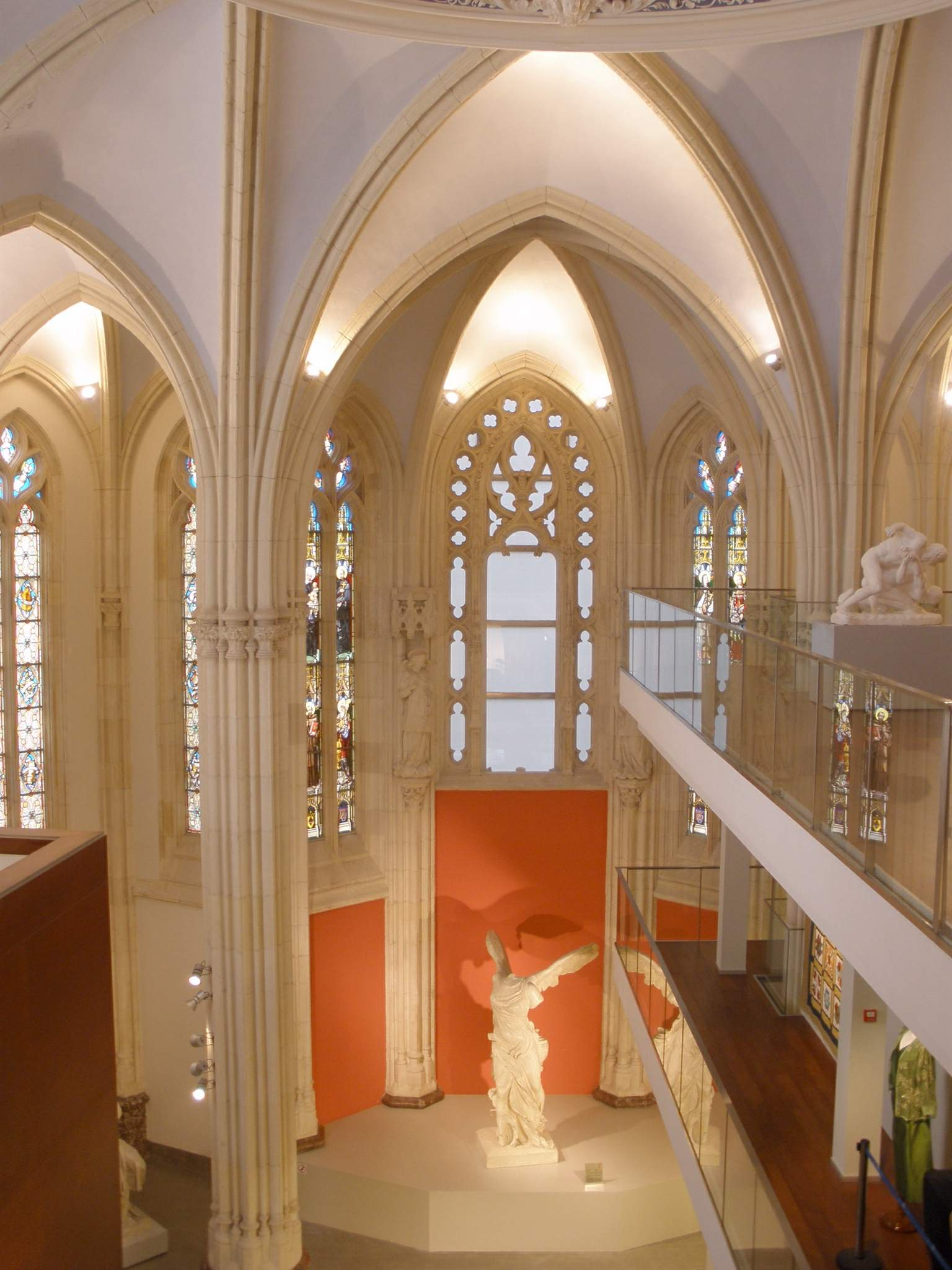
Interior del museo

El Museo de Reproducciones Artísticas de Bilbao se creó en 1927, con el objetivo de completar la oferta cultural de la villa y ayudar en el aprendizaje de los estudiantes de Bellas Artes. Situado en el barrio desde 1955, su actual sede es, desde 2006, la antigua Iglesia del Corazón de María, en el número 14 de la calle, que fue construida entre los años 1891 y 1894, de estilo neogótico y obra del arquitecto José María Basterra.

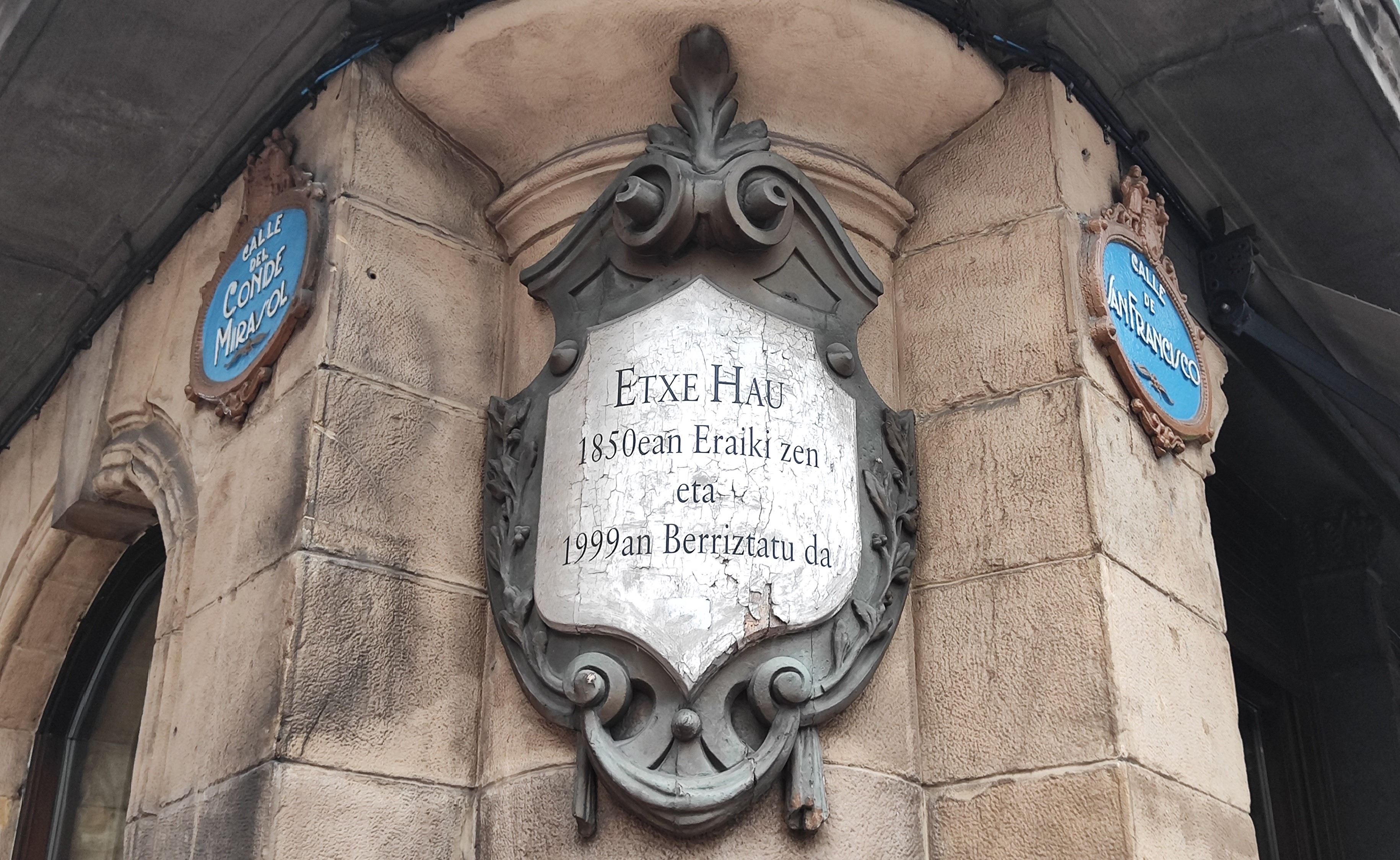
Esquina de San Francisco con Conde Mirasol

## Calle de Comercios
La calle San Francisco, que históricamente fue uno de los principales núcleos comerciales de Bilbao, es hoy en día una vía en la que conviven comercios clásicos, e incluso centenarios, con locales comerciales  que ofrecen productos sudamericanos o africanos, reflejo de los cambios demográficos de las últimas décadas, que han convertido la zona en un barrio multiétnico. Según los datos del estudio municipal del año 2020 el porcentaje de vecinos de origen extranjero en el barrio de San Francisco era del 39,3, de los cuales los hombres representaban el 59,1% del total.La inmigración no comunitaria en San Francisco comenzó a ser notable a principios de los años 80, y aceleró su crecimiento a principios de la siguiente década, convirtiendo el barrio en el de mayor variedad cultural de Bizkaia.

### Nuevos comercios
En el año 90 se abrieron los primeros comercios de africanos en San Francisco (uno senegalés y el otro marroquí), y un tercero el año 92, incrementándose su número de forma natural a partir de entonces.Entre ellos podemos encontrar el restaurante Azhar, que se reivindica como el primer kebab abierto en Bilbao.

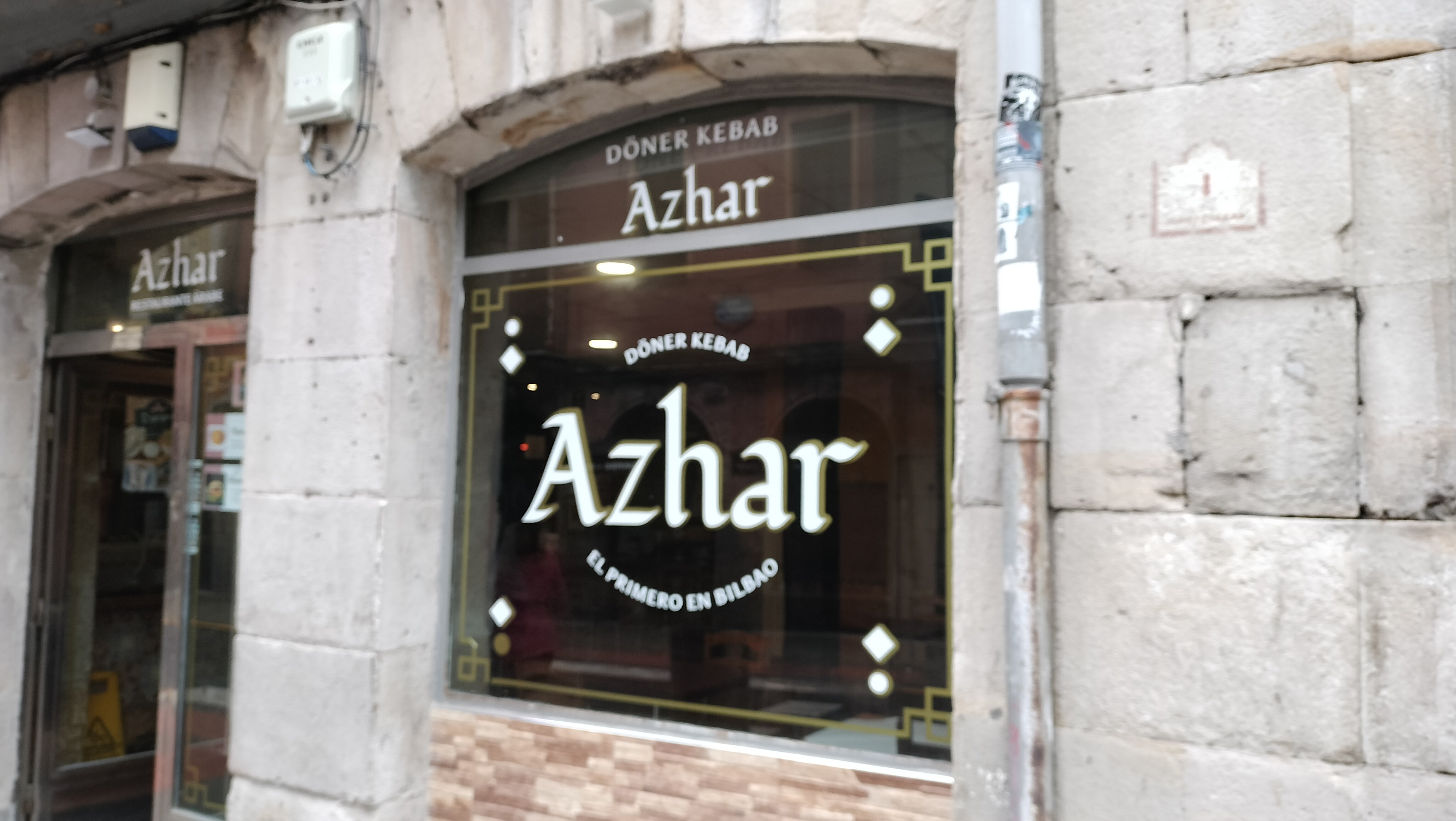
Restaurante Kebab Azhar

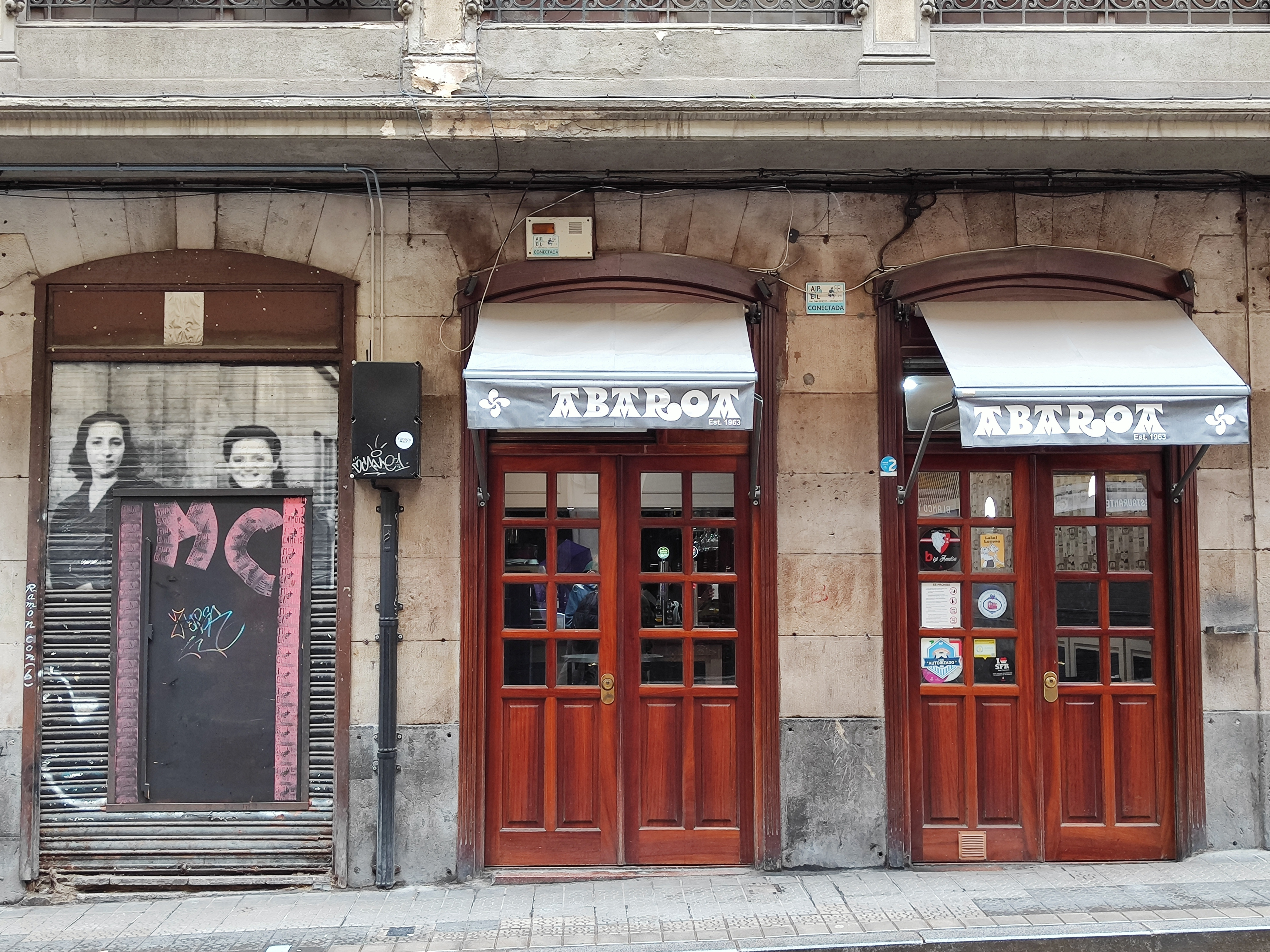
Bar Abaroa

### Comercios históricos

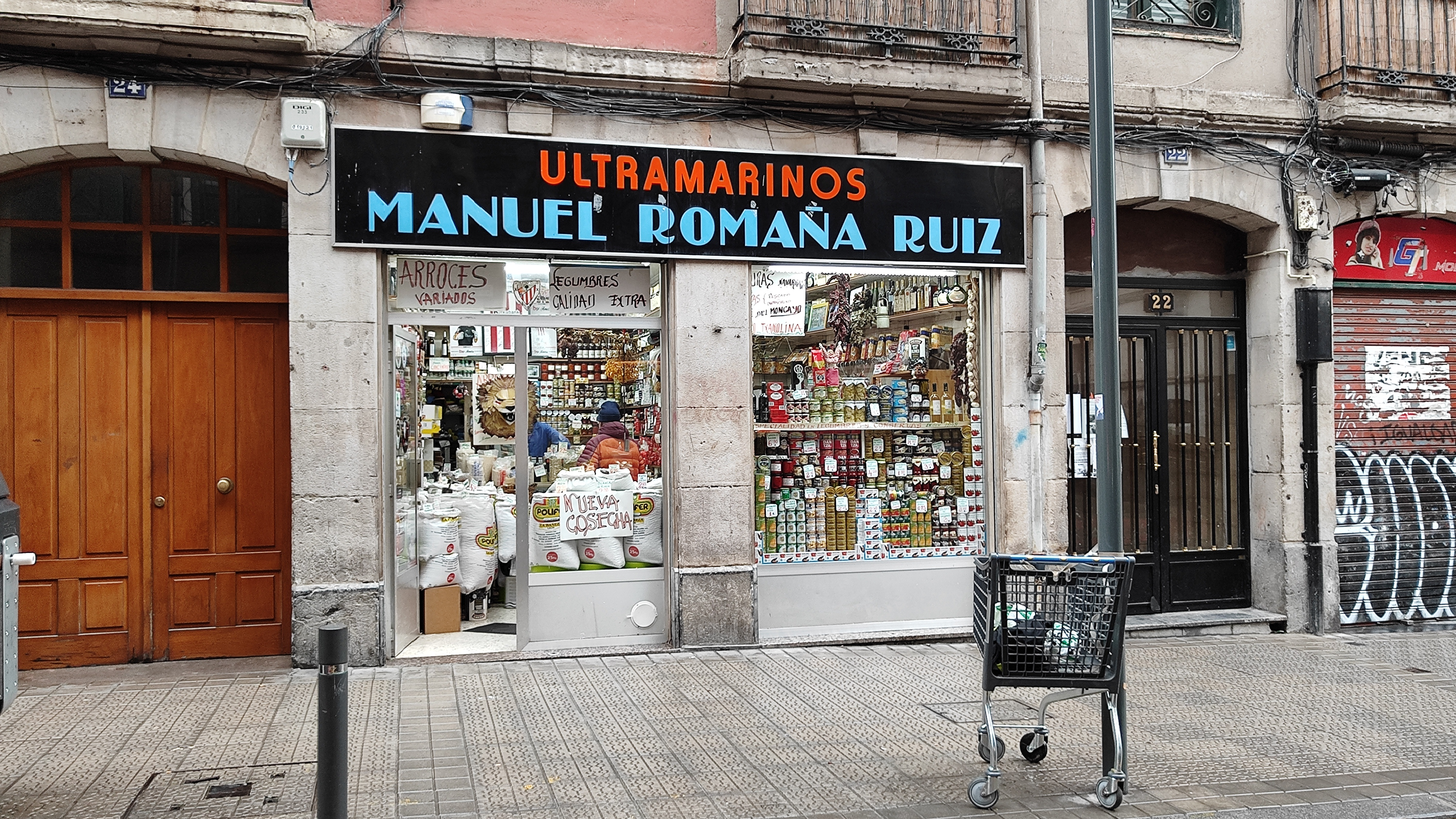
Ultramarinos Romaña

Ejemplo de los comercios clásicos del barrio son la farmacia Unceta de la esquina con la calle Bailén, situada allí desde 1892, o el estanco del número 17 de la calle, en funcionamiento desde el 20 de abril de 1900.Este último se encuentra situado al lado del edificio que está considerado como el más antiguo de San Francisco, de 1850, aunque su portal sea el nº 4 de la calle Conde Mirasol. El ultramarinos Romaña abierto desde el año 1945, o el bar Abaroa, en n.º 11, que en los años 60 fue un importante centro de parada y fonda de la línea de autobuses que comunicaba Éibar con Galicia,representan a los comercios de la segunda mitad del siglo XX.